# Slangenhalsschildpadden
Slangenhalsschildpadden of langnekmoerasschildpadden (Chelidae) zijn een familie van schildpadden.

## Naam en indeling
De slangenhalsschildpadden worden vertegenwoordigd door 69 verschillende soorten, verdeeld over 15 geslachten. Hiervan er zes monotypisch, dit wil zeggen dat ze worden vertegenwoordigd door slechts een enkele soort. De geslachten worden verder onverdeeld in vier onderfamilies, waarvan er twee eveneens monotypisch zijn; Hydromedusinae (Hydromedusa) en Pseudemydurinae (Pseudemydura).
De naam Chelidae is afgeleid van het bekendste geslacht Chelus, en deze naam is op zijn beurt weer afgeleid van het Griekse χέλυς (khélus), dat schildpad betekent.

## Evolutie
Fossielen uit het Krijt zijn gevonden in Argentinië en meer recente soorten zijn als fossiel bekend uit het Paleogeen (Naiadochelys patagonia). Vertegenwoordigers van de moderne Zuid-Amerikaanse slangenhalsschildpadden uit het geslacht Hydromedusa zijn al bekend sinds het late Eoceen. In collecties zijn vele tientallen fossielen van slangenhalsschildpadden bekend, uit verschillende tijdvakken en meestal in de omgeving van Australië, Zuid-Amerika en Indonesië. De soort Chelone costata echter werd aangetroffen in sedimenten uit het Krijt in Tilgate (Verenigd Koninkrijk).

## Uiterlijke kenmerken
Slangenhalsschildpadden hebben een relatief afgeplat lichaam, de kop is eveneens afgeplat en is daarnaast erg groot of breed. De achterpoten zijn voorzien van goed ontwikkelde zwemvliezen. Met name soorten uit de geslachten Chelodina en Hydromedusa doen de familienaam eer aan en hebben een zeer lange, bijna slang-achtige nek. De soorten worden in de regel niet groter dan vijftig centimeter, de kleinste soorten blijven rond vijftien cm.

## Verspreiding en habitat
Alle moderne soorten leven in Australië, in Azië in de omgeving van Indonesië en een aantal soorten leeft in Zuid-Amerika. Slangenhalsschildpadden zijn vrij sterk tot zeer sterk aan water gebonden en leven in rivieren, kleine stroompjes en andere stromende wateren.

## Levenswijze
Sommige soorten gebruiken de cloaca om zuurstof op te nemen uit het water. Van enkele soorten is bekend dat ze de eieren afzetten onder water, wat erg ongewoon is binnen de reptielenwereld.

## Taxonomie
De familie omvat de volgende geslachten, met de auteur, het soortenaantal en het verspreidingsgebied:
| Naam                                                   | Auteur                  | Soorten | Verspreidingsgebied |
| ------------------------------------------------------ | ----------------------- | ------- | --- |
| Onderfamilie Chelinae                                  |                         |         | |
| Acanthochelys                                          | Gray, 1873              | 4       | Zuid-Amerika; Argentinië, Bolivia, Brazilië en Paraguay |
| Chelus                                                 | Duméril, 1806           | 2       | Zuid-Amerika; Bolivia, Peru, Ecuador, Colombia, Venezuela, Guyana, Frans-Guyana, Suriname, Brazilië, Trinidad, geïntroduceerd in de Verenigde Staten (Florida) |
| Kikkerkopschildpadden (Mesoclemmys)                    | Gray, 1873              | 9       | Noord- en Midden- (Colombia, Peru, Bolivia, Brazilië, Frans-Guyana, Suriname, Venezuela, Paraguay, Argentinië, Ecuador, Trinidad, Guyana)                      |
| Paddenkopschildpadden (Phrynops)                       | Wagler, 1830            | 4       | Zuid-Amerika (Venezuela, Colombia, Ecuador, Peru, Brazilië, Bolivia, Paraguay, Argentinië, Uruguay, Guyana)                                                    |
| Platemys                                               | Schneider, 1792         | 1       | Zuid-Amerika (Colombia, Venezuela, Guyana, Frans-Guyana, Suriname, Ecuador, Peru, Bolivia, Brazilië)                                                           |
| Ranacephala                                            | Mertens, 1967           | 1       | Zuid-Amerika (Brazilië) |
| Rhinemys                                               | Spix, 1824              | 1       | Zuid-Amerika (Colombia, Brazilië) |
| Onderfamilie Chelodininae                              |                         |         | |
| Australische slangenhalsschildpadden (Chelodina)       | Fitzinger, 1826         | 17      | Azië; Nieuw-Guinea, Papoea-Nieuw-Guinea, Indonesië en Australië                                                                                                |
| Elseya                                                 | Gray, 1867              | 15      | Azië (Nieuw-Guinea, Papoea-Nieuw-Guinea, Indonesië, Salomonseilanden), Australië                                                                               |
| Elusor                                                 | Cann & Legler, 1994     | 1       | Australië |
| Spitskopschildpadden (Emydura)                         | Bonaparte, 1836         | 6       | Australië, Azië (Nieuw-Guinea, Indonesië) |
| Myuchelys                                              | Thomson & Georges, 2009 | 4       | Australië |
| Rheodytes                                              | Cann & Legler, 1980     | 1       | Australië |
| Onderfamilie Hydromedusinae                            |                         |         | |
| Zuid-Amerikaanse slangenhalsschildpadden (Hydromedusa) | Wagler, 1830            | 2       | Zuid-Amerika; Brazilië, Paraguay, Argentinië, Uruguay |
| Onderfamilie Pseudemydurinae                           |                         |         | |
| Onechte spitskopschildpad (Pseudemydura)               | Siebenrock, 1901        | 1       | Australië |